# 巴日
巴日（法語：Bages，法語發音：[baʒ] ⓘ）是法国东比利牛斯省的一个市镇，位于该省东部，属于佩皮尼昂区。

## 地理
巴日（42°36'21"N, 2°53'49"E）面积11.95 平方千米，位于法国奧克西塔尼大區东比利牛斯省，该省份为法国大陆部分最南部的省份，涵盖了北加泰罗尼亚，北起奥德省，西接阿列日省和安道尔，南与西班牙接壤，东临地中海。
与巴日接壤的市镇（或旧市镇、城区）包括：波耶斯特尔、蒙泰斯科、埃尔讷、奥尔塔法、布鲁亚、维勒莫拉克、蓬泰亚。
巴日的时区为UTC+01:00、UTC+02:00（夏令时）。

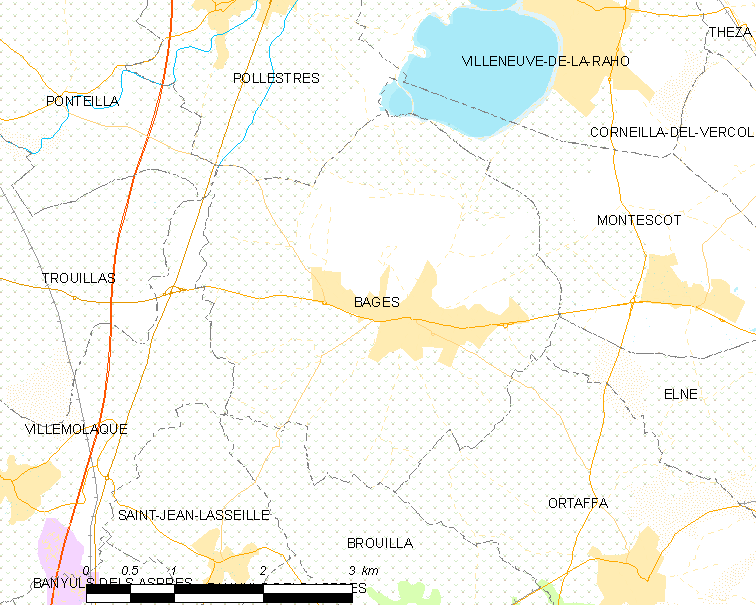
巴日的OSM定位图

## 行政
巴日的邮政编码为66670，INSEE市镇编码为66011。

## 政治
巴日所属的省级选区为伊利贝里斯平原县。

## 人口

1962-2008年间巴日人口变化图示

巴日于2022年1月1日时的人口数量为4519人。